# Pim Doesburg
Willem Doesburg, detto Pim, (Rotterdam, 28 ottobre 1943 – Berkel en Rodenrijs, 18 novembre 2020) è stato un calciatore olandese, di ruolo portiere.

## Carriera

### Club
Detiene il record di presenze in Eredivisie, ben 687.

### Nazionale
Convocato per i Mondiali 1978 in Argentina, non venne mai schierato nel torneo. Agli Europei 1980 in Italia disputò invece un incontro, subentrando nel primo tempo a Piet Schrijvers nel corso della sfida contro la Grecia.

## Palmarès

### Club

#### Competizioni nazionali
- Coppa dei Paesi Bassi: 1

Sparta Rotterdam: 1965-1966
- Campionato olandese: 2

PSV: 1985-1986, 1986-1987